# Lyubov Shutova
Lyubov Andreyevna Shutova (en russe : Любовь Андреевна Шутова, Lioubov Andreïevna Choutova), née le 25 juin 1983 à Novossibirsk, est une escrimeuse russe pratiquant l'épée.

## Carrière
Elle explose au plus haut niveau mondial en 2009 en remportant pour le titre des Championnats du monde d'escrime à Antalya en Turquie. Après un match délicat face à Laura Flessel en quart de finale, elle élimine l'Ukrainienne Anfisa Pochkalova en demi-finale, la finale sera plus que serrée puisque ce n'est que d'une touche et après la fin du temps réglementaire qu'elle emporte son premier titre mondial face à la Canadienne Sherraine Schalm.
Jusqu’alors son meilleur résultat avait été un quart de finale aux Championnats du monde d'escrime 2007 à Saint-Pétersbourg et une 6e place aux Jeux olympiques d'été de 2008 à Pékin.

## Palmarès
- Championnats du monde d'escrime
  -   Médaille d'or aux championnats du monde d'escrime 2009 à Antalya
  -  Médaille d'argent par équipe aux championnats du monde d'escrime 2007 à Saint-Pétersbourg
- Championnats d'Europe d'escrime
  -  Médaille d'or par équipe aux championnats d'Europe d'escrime 2005 à Zalaegerszeg
  -  Médaille d'or par équipe aux championnats d'Europe d'escrime 2012 à Legnano
  -  Médaille d'argent par équipe aux championnats d'Europe d'escrime 2011 à Sheffield
  -  Médaille d'argent par équipe aux championnats d'Europe d'escrime 2014 à Strasbourg
  -  Médaille de bronze aux championnats d'Europe d'escrime 2012 à Legnano
- Coupe du monde d'escrime
  - Vainqueur du tournoi de coupe du monde de Saint-Maur-des-Fossés en 2009.